# Гламазда Олександр Юрійович
Олекса́ндр Ю́рійович Гламазда́ (10 квітня 1979, Харків) — український вчений у галузі фізики низьких температур, доктор фізико-математичних наук. Провідний науковий співробітник в Фізико-технічному інституті низьких температур імені Б. І. Вєркіна НАН України.

## Біографія
Народився 10 квітня 1979 року в Харкові. У 1996—2002 роках навчався в Харківському національному університеті імені В. Н. Каразіна. З 2002 по 2004 рік працював провідним інженером у Фізико-технічному інституті низьких температур імені Б. І. Вєркіна НАН України. У 2004—2009 роках обіймав посаду молодшого наукового співробітника, а в 2009—2012 роках — наукового співробітника цього ж інституту.
У 2012—2016 роках працював в Інституті інноваційної функціональної візуалізації при Університеті Чунг-Анг у Сеулі, Південна Корея. Протягом 2016—2020 років обіймав посаду наукового співробітника.
З 2023 року — провідний науковий співробітник Фізико-технічного інституту низьких температур імені Б. І. Вєркіна НАН України.

## Науковий ступінь
Рік: 2007. Cтупінь: Кандидат. Спеціальність: Фізико-математичні науки. 01.04.14 — Теплофізика та молекулярна фізика Місто: Харків. Установа: Фізико-технічний інститут низьких температур імені Б. І. Вєркіна (Харків)
Рік: 2020. Cтупінь: Доктор. Спеціальність: Фізико-математичні науки. 01.04.07 — Фізика твердого тіла Місто: Харків.
Установа: Фізико-технічний інститут низьких температур імені Б. І. Вєркіна (Харків)

## Основні праці
Relation between Kitaev magnetism and structure in α-RuCl3
A Glamazda, P Lemmens, SH Do, YS Kwon, KY Choi
Physical Review B 95 (17), 174429
Raman spectroscopic signature of fractionalized excitations in the harmonic-honeycomb iridates β- and γ-Li2IrO3
A Glamazda, P Lemmens, SH Do, YS Choi, KY Choi
Nature Communications 7 (1), 12286
Stacking interaction of cytosine with carbon nanotubes: MP2, DFT and Raman spectroscopy study
SG Stepanian, MV Karachevtsev, AY Glamazda, VA Karachevtsev, …
Chemical Physics Letters 459 (1-6), 153—158
Noncovalent interaction of single-walled carbon nanotubes with 1-pyrenebutanoic acid succinimide ester and glucoseoxidase
VA Karachevtsev, SG Stepanian, AY Glamazda, MV Karachevtsev, …
The Journal of Physical Chemistry C 115 (43), 21072-21082

## Участь в міжнародних та українських грантах
• 2001—2003 — INTAS N99-00478 «Nanocarbons as building blocks for new
materials».
• 2002—2004 — грант фонду Science and Technology Center in Ukraine № 1934,
«Фулеренові мембрани для розділення газів».
• 2004 — грант МОН України (M228-2004).
• 2006—2007 — грант фонду Science and Technology Center in Ukraine № 3172,
«Потенційні протиракові агенти, що базуються на взаємодії порфіринів з Gквадруплексами теломерної ДНК».
• 2009—2011 — грант фонду Science and Technology Center in Ukraine № 4950,
«Розробка біосенсорів на основі сітки польових транзисторів створених
вуглецевими нанотрубками».
• Korea NRF Grant (No. 2012-046138).
• 2015—2019 — грант 15/17-Н НАН України «3D наноструктурні форми графену:
створення, дослідження фізичних властивостей та шляхів їх практичного
використання».
• 2018—2019 — грант 4/Н-2018 НАН України дослідницьким
лабораторіям/групам молодих вчених НАН України для проведення
досліджень за пріоритетними напрямами розвитку науки і техніки.

## Нагороди
• 2005—2007 — Стипендія НАН України для молодих вчених.
• 2008—2009 — Стипендія фонду Олександра Фельдмана AF № 04/55.
• 2009 — Переможець конкурсу «Найкращий молодий науковець Харківщини».
• 2009 — Грант для участі в роботі ESF конференції «NANOCARBONS: FROM
PHYSICOCHEMICAL AND BIOLOGICAL PROPERTIES TO BIOMEDICAL
AND ENVIRONMENTAL EFFECTS», (Вересень 8-13, Acquafredda di Maratea,
Italy).
• 2010—2012 — Стипендія Президента України для молодих вчених.
• 2011 — «Премія Верховної Ради найталановитішим молодим вченим в галузі
фундаментальних і прикладних досліджень та науково-технічних розробок»
за цикл робіт: «ФІЗИЧНІ ВЛАСТИВОСТІ НОВІТНІХ НАНОБІОСИСТЕМ
НА ОСНОВІ ДНК З ВУГЛЕЦЕВИМИ НАНОТРУБКАМИ ТА
БАРВНИКАМИ», О. Гламазда, М. Карачевцев, M. Лосицький.
• 2018—2019 — Стипендія НАН України для молодих вчених.